# Codex Upsaliensis
Le Cōdex Upsaliensis (cote : DG 11) est un manuscrit rédigé dans le premier quart du XIVe siècle dans le sud-ouest de l'Islande, et la plus ancienne source conservée de l'Edda de Snorri.

## Histoire
Détenu par l'évêque Brynjólfur Sveinsson, le Codex Upsaliensis fut donné en 1639 au collectionneur danois Stephanus Johannis Stephanius, qui le vendit, entre autres pièces, à Magnus Gabriel De la Gardie (d'où sa cote) en 1652. Celui-ci en fit don en 1669 à la bibliothèque universitaire d'Upsal où il est encore conservé.

## Contenu
Il est constitué de 56 feuillets de 20*14,5cm.
Il contient, outre une version complète de l’Edda de Snorri, le Skáldatál, l’Attartála Sturlunga, la Logsogumannatal ainsi que le second Traité grammatical.
Les trois parties de l’Edda sont présentes : la Gylfaginning, le Skáldskaparmál ainsi que le Háttatal. Elles présentent de nombreuses variantes qui ne se retrouvent dans aucun des trois autres principaux manuscrits, de nombreux passages sont par ailleurs absents, ce qui en fait le manuscrit complet, c'est-à-dire non fragmentaire, le plus court. Le Codex Upsaliensis offre une plus claire distinction entre les contes narratifs et les listes de Kenningar, notamment en ne séparant pas de la Gylfaginning les mythes du vol de l'hydromel et du duel entre Thor et Hrungnir — pourtant généralement contenus dans le Skáldskaparmál.
Pour autant, l'ordre des chapitres dans le Codex Upsaliensis varie significativement par rapport aux autres manuscrits et, si cette disposition n'est pas forcément plus logique, il est possible, de l'avis d'Anthony Faulkes, qu'elle corresponde à un classement antérieur à celui retenu par les autres sources : en effet, le Codex Upsaliensis pourrait être une copie des ébauches de Snorri dans lesquelles les chapitres auraient été ordonnés aléatoirement au gré des travaux.
D'après plusieurs autres chercheurs, cet ordre obéit au contraire à une intention bien précise. Celle selon laquelle, le Skáldskaparmál étant un traité à l'attention des apprentis poètes, il leur faut apprendre les mythes sur lesquels sont basés les Kenningar. Ces mythes étant de courtes histoires, il était cohérent de les intégrer dans la partie narrative de l’Edda et non poétique.
Le Codex Upsaliensis se distingue des autres manuscrits dans la mesure aussi où il indique que Snorri Sturluson a compilé l’Edda et composé le Háttatal.